# Карл VI (император Священной Римской империи)
Карл VI (нем. Karl VI.; 1 октября 1685, Вена — 20 октября 1740) — император Священной Римской империи с 17 апреля 1711 года,  король Чехии с 17 апреля 1711 года (коронация 5 сентября 1723 года, вступил на престол под именем Карел II), король Венгрии с 17 апреля 1711 года (вступил на престол под именем Карл III) и претендент на испанский престол (как Карл III).
Императорский престол в XVI—XVII веках практически беспрерывно занимали представители младшей ветви дома Габсбургов — потомки Фердинанда I и Анны Ягеллонской.
Последний представитель по прямой мужской линии Габсбургской династии, родоначальник второй ветви был Франц I Стефан, а официальное название ветви — Габсбург-Лотарингский дом.

## Претензии на испанскую корону
Родился в Вене. Второй сын императора Леопольда I и Элеоноры Пфальц-Нойбургской.
Когда вымерла испанская ветвь Габсбургов (1700), Карл выступил претендентом на престол Испании. Провозглашённый в 1703 году в Вене «Карлом III Испанским», он отправился в 1704 году в Испанию, при помощи каталонцев овладел Барселоной и Валенсией, в 1706 году выдержал осаду Барселоны. В сентябре 1710 года ему удалось при помощи сильных подкреплений из Австрии и благодаря успехам графа Штаремберга вступить в Мадрид, но вскоре он снова оказался загнанным в северо-восточный угол полуострова.

## Царствование
17 апреля 1711 года умер его брат император Священной Римской империи Иосиф I, и Карл, унаследовавший его германские земли, вернулся в Германию; в декабре 1711 года он получил императорскую корону. Оставленный союзниками и слабо поддерживаемый имперскими чинами, Карл в 1714 году был принуждён подписать Раштаттский мир с Францией, по которому к нему отошли Неаполь, Милан и Испанские Нидерланды.
Удачнее шла война с Турцией. Под начальством принца Евгения австрийские войска одержали решительные победы при Петервардейне и Белграде. По Пассаровицкому миру 1718 года Австрия приобрела Темешский банат, Северную Сербию с Белградом, часть Боснии и Валахии.
Честолюбивые планы испанской королевы Елизаветы Фарнезе и её любимца Хулио Альберони вызвали в 1718 году союз четырёх держав — Франции, Англии, Голландии и императора; испанцы были вынуждены признать австрийские права на Италию, причём Карл выгодно выменял у Савойи остров Сицилию за Сардинию.

## Прагматическая санкция
Чтобы сохранить нераздельно за своими наследниками австрийские владения, Карл 19 апреля 1713 года издал «прагматическую санкцию», которая при неимении мужского потомства отдавала всю монархию женской линии потомства Карла. В это время у Карла ещё не было детей; три года спустя у него родился сын, который вскоре умер, а затем рождались лишь дочери. Большинство государств сначала не расположено было высказаться в пользу прагматической санкции. Лишь в 1725 году Карлу удалось добиться согласия Испании, потом, по поводу составленного против него и Испании Герренгаузенского договора, привлечь на свою сторону Россию в августе 1726 года и Вустергаузенским договором 1726 года отклонить Пруссию от её герренгаузенского союзника, признав за ней право на Берг.
С другой стороны, Франция и Англия привлекли на свою сторону Голландию, Данию и Швецию. Суассонский конгресс не достиг соглашения; Испания перешла на сторону Франции. К политическим раздорам присоединились экономические. Основанная в Остенде Восточная торговая компания усиленно поощрялась Карлом, очень интересовавшимся подъёмом торговли и промышленности — и это ещё более увеличивало неприязнь морских держав, смотревших на океанскую торговлю как на свою монополию. Напряжённое состояние длилось несколько лет; наконец в 1731 году состоялось соглашение, которое гарантировало прагматическую санкцию со стороны Англии и Голландии взамен уничтожения Остендской торговой компании.
Пока Карл оставался бездетным, наследницей престола была старшая дочь Иосифа I — Мария Иосифа, за ней — её младшая сестра Мария Амалия. После того как обе дочери были выданы замуж и отказались от претензий на земли дяди, право наследования престола перешло к старшей дочери Карла — Марии-Терезии, родившейся в 1717 г.
В 1720—1724 годах Прагматическая санкция была признана сословиями Империи. Текст санкции был опубликован 6 декабря 1724 года.
Санкция не была признана Баварией, наследник престола которой — Карл Альбрехт — был женат на Марии Амалии.
Суть спора заключалась в праве приемственности, по праву первородства. Так как Мария Иосифа, за ней — её младшая сестра Мария Амалия, были старшими дочерьми Иосифа I, а он являлся старшим сыном Леопольда I. Суть дополнительных аспектов неизвестны, но есть версия, что мать Марии Терезии, Елизавета Криситина, не была первой в очереди по наследованию (то есть не обладала суверенными правами первородства, то есть при замужестве обязательным условием было приданое, которое семья выплачивала при заключении брака, в виде апанажа земли, это подчеркивало и утверждало знатность и престижность рода, особенно если брак был династическим), так как её отец Людвиг Рудольф Брауншвейг-Вольфенбюттельский, был седьмым ребенком (седьмым сыном Антона Ульриха Брауншвейг-Вольфенбюттельского) в семье, то рассчитывать на суверенные права в таком случае не приходилось, даже в виде компенсации в денежном эквиваленте (незначительная часть могла быть выплачена главой государства, но на усмотрение монарха). Как итог Франц I Стефан, отказался от прав на герцогство Лотарингию, в пользу Станислава Лещинского короля польского и великого князя литовского. 
С 1572—1795 в период раздробленности Польского государства, после смерти Сигизмунда II Августа, последнего мужского представителя династии Ягеллонов, на польском троне ветви рода Гедиминовичей, наступил период выборной монархии.

## Война за польское наследство
Франция по-прежнему оставалась враждебной Карлу и воспользовалась вакантностью польского престола в 1733 году для возобновления войны с Австрией. Россия и Австрия высказались в пользу саксонского курфюрста Фридриха Августа II; Франция, Испания и Сардиния хотели доставить престол Станиславу Лещинскому, тестю Людовика XV. В возгоревшейся затем войне французские войска заняли Милан и всю Ломбардию до Мантуи, испанское войско овладело Неаполем и Сицилией; на берегах Рейна были завоёваны Кель, Филиппсбург и вся Лотарингия. По предварительному соглашению в Вене, в 1735 году (окончательно мир заключён был лишь в 1738 году) Карл VI добился признания прагматической санкции и приобрёл Парму и Пьяченцу, но пожертвовал Неаполем, Сицилией и некоторыми округами Милана, Лотарингия, после смерти Станислава Лещинского должна была отойти к Франции.

## Война с Турцией

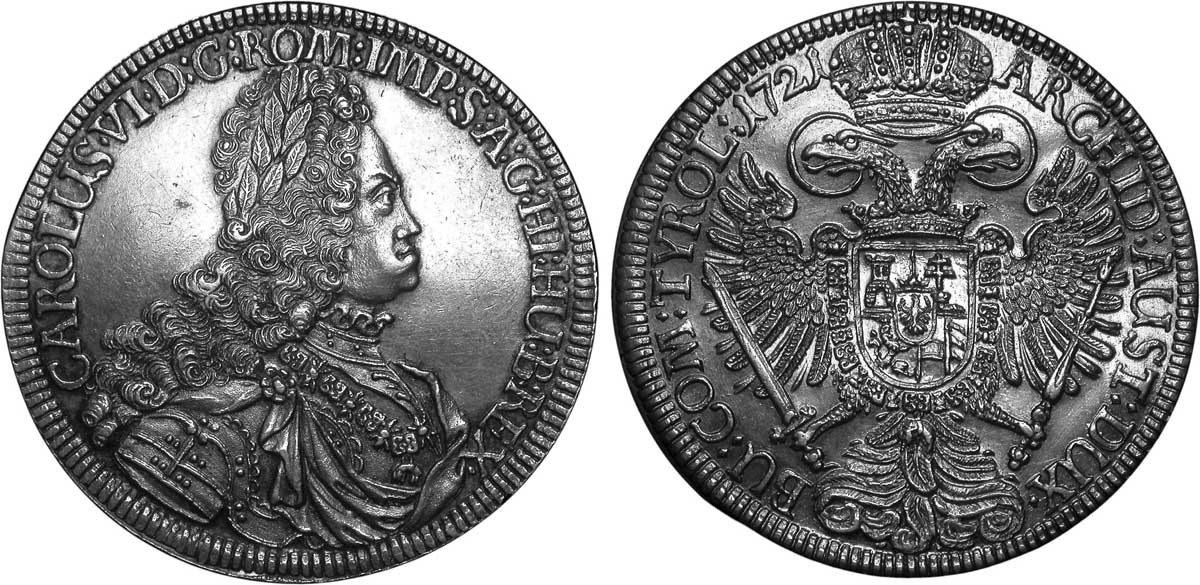
Талер Карла VI, 1721 год

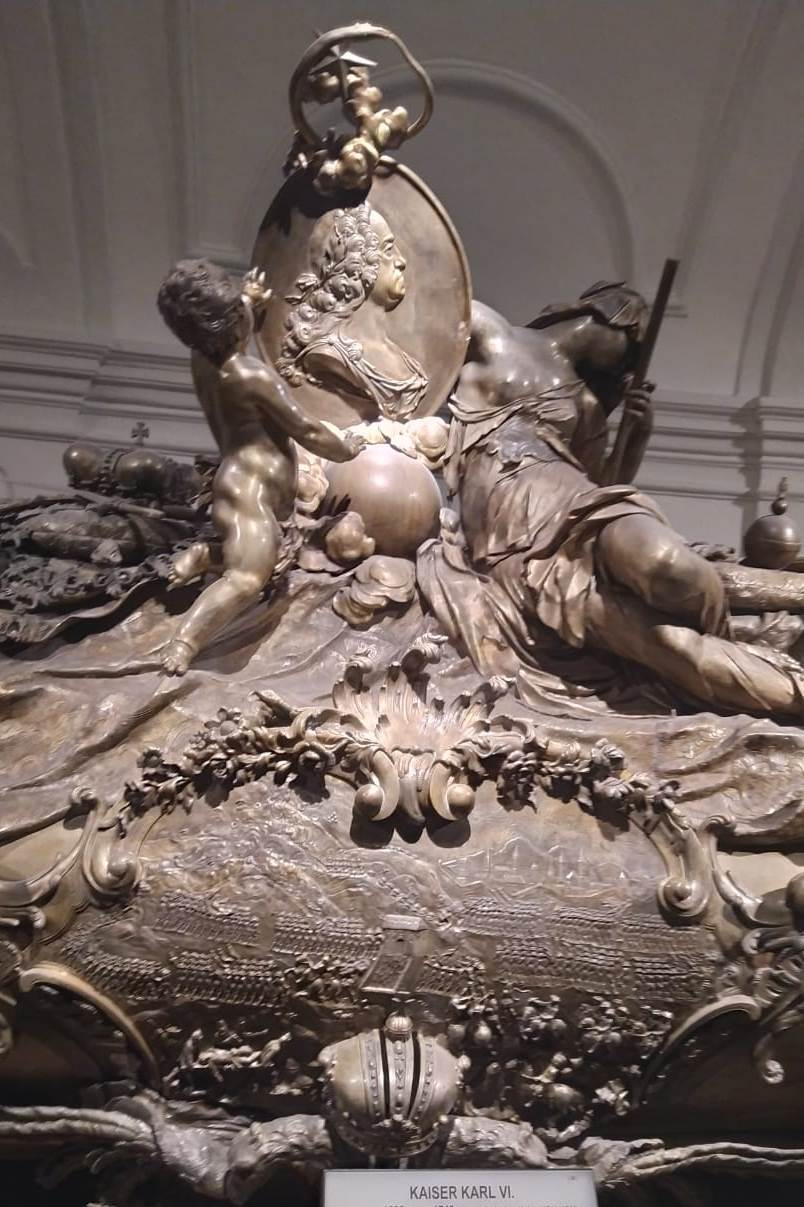
Фрагмент надгробия Карла VI в Императорском склепе, Вена

Не менее неудачлив был Карл в начатой по почину России войне с Османской империей. Австрия потеряла по Белградскому миру (сентябрь 1739), за исключением Баната, почти все свои приобретения по Пассаровицкому (Пожаревацкому) миру.
Карл умер в замке Фаворите 20 октября 1740 года и оставил монархию своей 23-летней дочери, Марии-Терезии.

## Брак и дети
23 апреля 1708 года женился на принцессе Елизавете Христине Брауншвейг-Вольфенбюттельской (1691—1750), дочери герцога Людвига Рудольфа.
- Мария Терезия (1717—1780), императрица, супруга Франца Стефана Лотарингского,
- Мария Анна (1718—1744), супруга Карла Александра Лотарингского.